# داستان پداگوژیکی
داستان پداگوژیکی (روسی: Педагогическая поэма; انگلیسی: Pedagogicheskaya poema) نوشته آنتوان سیمینوویچ ماکارنکو است که بین سال‌های ۱۹۳۵–۱۹۲۵ و در دفتر جداگانه نوشته شد و بین سال‌های ۱۹۳۵–۱۹۳۳ منتشر شده بود که در سال ۱۹۳۷ در یک اثر یکپارچه به چاپ رسید و در کشورهای دیگر ترجمه شد.
موضوع رمان تعلیم و تربیت (پداگوژی) است. اولین بخش رمان در سال ۱۹۳۳ منتشر شد، بخش دوم آن در سال ۱۹۳۵ و بخش سوم آن در همان سال منتشر شد. هر سه بخش آن به عنوان ویرایشی مستقل و به سال ۱۹۳۷ توسط انتشارات Khudozhestvennaya Literatura منتشر شد.
در ایران نخستین بار انتشارات پروگرس مسکو که ترویج کننده آثار و ادبیات کمونیستی بود آن را در دو جلد به زبان فارسی با ترجمه سیف‌الدین همایون‌فرخ (گامایون) منتشر کرد. انتشارات آلفا ترجمه شهره محمدی را در ابتدای دهه ۶۰ با عنوان «منظومه پرورشی» و بعدها انتشارات نیلوفر نیز کتاب را در دو جلد با ترجمه نیره توکلی به چاپ رساند.